# Go-Horikawa
Imperador Go-Horikawa (後堀河天皇, 22 de março de 1212 — 31 de agosto de 1234) foi o 86º imperador do Japão, na lista tradicional de sucessão.

## Vida
Antes de sua ascensão ao Trono do Crisântemo seu nome pessoal era Yutahito, mas também conhecido como Motsihito.
Em 1221, após a Guerra Jōkyū (uma tentativa fracassada do Imperador em Clausura Go-Toba para restaurar o poder imperial no Japão), o shogunato Kamakura excluiu completamente o ramo da família imperial que descendia do Imperador Go-Toba da posse do Trono do Crisântemo, incluindo o Imperador Chukyo, que abdicou sem deixar herdeiro. O Príncipe Imperial Yutahito, que era neto do Imperador Takakura, sobrinho do exilado Go-Toba e primo em segundo grau do Imperador Chukyo, assumiu o trono como Imperador Go-Horikawa. Ele governou de 29 de julho de 1221 a 26 de outubro de 1232. Sua mãe era a Princesa Imperial Kita Shirakawa In filha do Chūnagon Kujō Motoie. Como o imperador tinha apenas 10 anos de idade, seu pai, o príncipe imperial Morisada serviu como Imperador em Clausura sob o nome Go-Takakura-in.
O Shikken Hōjō Yoshitoki não tinha intenção de permitir que qualquer membro da família imperial tomasse livremente as decisões na capital, e deixou claro que, sem a aprovação de um dos dois comissários (Kitakata e o Minamikata) do novo bureau do bakufu ali existente (Rokuhara Tandai), nem Go-Horikawa nem ninguém que atuasse em seu nome poderia tomar qualquer iniciativa. Go-Horikawa aceitou esta situação, sem protesto, e sua flexibilidade fez com que ocorresse o restabelecimento de relações harmoniosas entre a corte e o bakufu.
Em 1232, aos vinte anos, Go-Horikawa abdica em favor de seu filho de um ano, o Imperador Shijo e torna-se Imperador em Clausura. No entanto, Go-Horikawa não estava bem de saúde e morreu dois anos depois.
Seu túmulo imperial está localizado no templo Sennyu-ji em Higashiyama, Quioto. A Agência da Casa Imperial designa este local como Mausoléu de Go-Horikawa. E é oficialmente chamado Tsukinowa no misasagi.

## Daijō-kan
- Sesshō: Konoe Iezane
- Sadaijin: Konoe Iemichi (1221 - 1225)
- Sadaijin: Tokudaiji Kintsugu (1225 - 1227)
- Sadaijin: Kujō Yoshihira (1227 - 1229)
- Sadaijin: Kujō Norizane (1231 - 1232)
- Udaijin: Tokudaiji Kintsugu (1221 - 1225)
- Udaijin: Ōinomikado Morotsune (1225 - 1227)
- Udaijin: Kujō Norizane (1227 - 1231)
- Udaijin: Konoe Kanetsune (1231 - 1232)
- Naidaijin: Saionji Kintsune (1221 - 1222)
- Naidaijin: Ōinomikado Morotsune (1222 - 1224)
- Naidaijin: Kujō Yoshihira (1224 - 1227)
- Naidaijin: Konoe Kanetsune (1227 - 1231)
- Naidaijin: Saionji Saneuji (1231 - 1232)